# Yatala hirsti
Yatala hirsti is een hooiwagen uit de familie Triaenonychidae.